# Klemens Janicki
Klemens Janicki (Januszkowo, 1516 – Cracovia, 1543) è stato un poeta polacco.

## Biografia

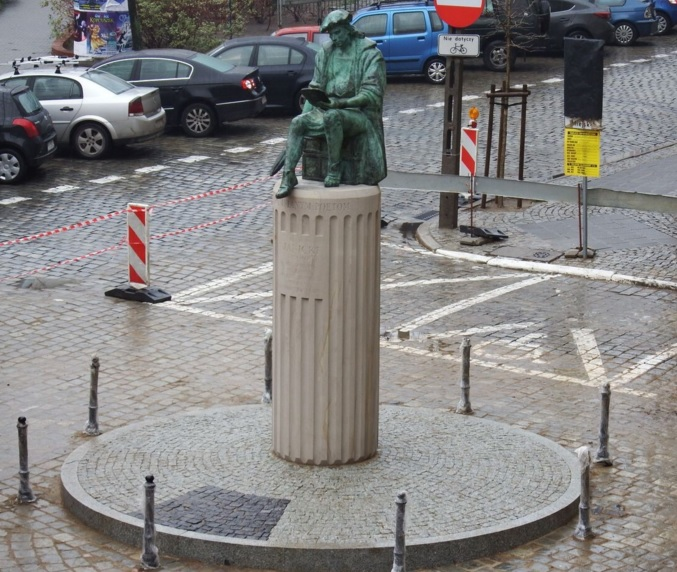
Monumento di Clement Janicki a Poznań

Janicki nacque in una famiglia contadina e si distinse talmente negli studi da ricevere l'assistenza da parte dell'arcivescovo Andrzej Krzycki, importante scrittore rinascimentale.
L'arcivescovo Krzycki consentì a Janicki di approfondire le sue conoscenze letterarie greche e latine.
Janicki ebbe un'altra occasione per perfezionare i suoi studi, quando il conte Piotr Kmita  lo invitò a soggiornare all'Università di Padova, dove conobbe Piotr Myszkowski e le sue capacità vennero notate dal cardinal Bembo.
Nella città veneta, Janicki ottenne nel 1540 la laurea in filosofia.
Rientrato in patria, trascorse gli ultimi anni di vita a Cracovia.
Janicki è considerato dalla critica letteraria uno dei più importanti poeti polacchi rinascimentali della prima metà del XVI secolo, e si distinse per le elegie, quali Liber Tristium e per gli epigrammi umoristici e satirici.
Il suo stile ed il suo gusto poetico furono influenzati dalle opere di Orazio e di Ovidio, e difatti il suo capolavoro, intitolato De se ipso annuncio posteritatem ("Di me stesso ai posteri"), ricalcò le orme dell'Ille ego qui fuerim oraziano. Per i contenuti delle sue opere, Janicki prese spunto dalle esperienze di vita padovana, da tematiche autobiografiche oppure storiche riguardanti il popolo polacco.
Le opere di Janicki anticiparono ed influenzarono la letteratura polacca del cinquantennio successivo.

## Opere
- Querela Reipublicae Regni Poloniae, 1538;
- Tristium Liber I – X, 1542;
- De se ipso annuncio posteritatem, 1542;
- Variarum elegiarum liber I, 1542;
- Epigrammatum liber I, 1542;
- Epithalamium Serenissimo Regi Poloniae, Sigismundo Augusto, 1563;
- Vitae regum Polonorum, 1563;
- In Polonici vestitus varietatem et inconstantiam dialogus, 1563;
- Vitae archiepiscoporum Gnesnensium, 1574.